# Conjura bahiana

Bandera de la Conjura Bahiana. Los colores de la bandera del movimiento son hasta hoy los colores de Bahía.

La conjura Bahiana, también denominada como revuelta de los alfaiates («alfaiate», en portugués, significa 'sastre', oficio que ejercían los conjurados), fue un movimiento independentista, ocurrido al final del siglo XVIII, en la entonces Capitanía de Bahía, en Brasil, Reino de Portugal.
Fue la revuelta colonial más importante tras la Inconfidência Mineira, producida en Minas Gerais en 1789, diferenciándose de ésta en que tuvo un carácter más popular. 

## Antecedentes
Estando la entonces Capitanía de Bahía gobernada por D. Fernando José de Portugal (1788-1801), en la capital, Salvador, bullían las quejas contra el gobierno, cuya política elevaba los precios de las materias más esenciales, causando la falta de alimentos y llegando el pueblo incluso a robar en las carnicerías, ante la ausencia de carne. El clima de insubordinación se propagó rápidamente, especialmente entre las clases más humildes llegando a alcanzar a los cuarteles militares. 
El ejemplo de independencia de los Estados Unidos de América, y las ideas republicanas e independentistas eran propagadas también por una parte de la élite culta, reunida en asociaciones como la logia masónica «Cavaleiros da Luz».

## Ideas
Los revolucionarios propugnaban la liberación de todos los esclavos, un gobierno igualitario en el que las personas fueran promocionadas socialmente en función de su capacidad y mérito personales, además de un régimen político republicano. Tales ideas eran divulgadas sobre todo por los escritos del soldado Luiz Gonzaga das Virgens y los panfletos de Cipriano Barata. Los cinco puntos reivindicados por la conjuración bahiana eran:
1. proclamación de la República;
2. abolición de la esclavitud y la discriminación;
3. disminución de los impuestos;
4. apertura de los puertos;
5. alza de salarios.

## La revuelta
En el 12 de agosto de 1798, los acontecimientos se precipitaron cuando algunos de los miembros de este movimiento revolucionario fueron detenidos mientras se hallaban repartiendo panfletos. Tras un interrogatorio por parte de las autoridades, acabaron delatando al resto de los conjurados.

## La represión
Durante la fase de represión, centenares de personas fueron denunciadas, incluyendo militares, clérigos, funcionarios públicos y personas de todas las clases sociales. De ellas, cuarenta y nueve fueron detenidas. Finalmente, el 8 de noviembre de 1799 se procedió a la ejecución de los condenados a pena capital en el siguiente orden. 
1. soldado Lucas Dantas do Amorim Torres;
2. aprendiz de sastre Manuel Faustino dos Santos Lira;
3. soldado Luiz Gonzaga das Virgens; y
4. sastre João de Deus Nascimento.

El quinto condenado a muerte, Luís Pires, fugitivo de la justicia, jamás fue encontrado. Según la sentencia, se consideraban los nombres de los conjurados y su memoria «malditos» hasta la tercera generación y se ordenaba exhibir la cabeza a vista de la población a modo de ejemplo.
- Datos: Q2993386
- Multimedia: 1798 Revolt of the Alfaiates / Q2993386